# Andreas Birnbacher
Andreas Birnbacher (Prien am Chiemsee, 11 settembre 1981) è un biatleta tedesco.

## Biografia
In Coppa del Mondo ha esordito il 18 gennaio 2001 ad Anterselva (49°), ha ottenuto il primo podio il 5 dicembre 2004 a Beitostølen (2°) e la prima vittoria il 17 marzo 2011 a Oslo Holmenkollen.
In carriera ha preso parte a due edizioni dei Giochi olimpici invernali, Vancouver 2010 (12° nell'individuale, 23° nella sprint, 13° nell'inseguimento, 15° nella partenza in linea, 5° nella staffetta) e Soči 2014 (22° nell'individuale), e a otto dei Campionati mondiali, vincendo sei medaglie.

## Palmarès

### Mondiali
- 6 medaglie:
  - 1 oro (staffetta mista[1] a Östersund 2008)
  - 1 argento (partenza in linea[1] ad Anterselva 2007)
  - 4 bronzi (staffetta[1] a Östersund 2008; staffetta[1], staffetta mista[1] a Ruhpolding 2012; staffetta[1] a Nové Město na Moravě 2013)

### Mondiali juniores
- 7 medaglie:
  - 4 ori (staffetta a Hochfilzen 2000; sprint, inseguimento, staffetta a Chanty-Mansijsk 2001)
  - 2 argenti (individuale, sprint a Hochfilzen 2000)
  - 1 bronzo (inseguimento a Hochfilzen 2000)

### Coppa del Mondo
- Miglior piazzamento in classifica generale: 3º nel 2012
- Vincitore della Coppa del Mondo di partenza in linea nel 2012
- 31 podi (15 individuali, 16 a squadre), oltre a quelli conquistati in sede iridata e validi anche ai fini della Coppa del Mondo:
  - 6 vittorie (individuali)
  - 15 secondi posti (4 individuali, 11 a squadre)
  - 10 terzi posti (5 individuali, 5 a squadre)

#### Coppa del Mondo - vittorie
| Data             | Località     | Nazione  | Specialità |
| ---------------- | ------------ | -------- | ---------- |
| 17 marzo 2011    | Holmenkollen | Norvegia | SP         |
| 17 dicembre 2011 | Hochfilzen   | Austria  | PU         |
| 8 gennaio 2012   | Oberhof      | Germania | MS         |
| 21 gennaio 2012  | Anterselva   | Italia   | MS         |
| 7 dicembre 2011  | Hochfilzen   | Austria  | SP         |
| 16 dicembre 2012 | Pokljuka     | Slovenia | MS         |

Legenda:

SP = sprint

PU = inseguimento

MS = partenza in linea